# Dynoro
Dynoro, pseudonimo di Edvinas Pechovskis (Vilnius, 25 dicembre 1999), è un disc jockey e produttore discografico lituano, noto soprattutto per il singolo In My Mind in collaborazione con Gigi D'Agostino.

## Carriera
Ha iniziato a pubblicare brani e remix su Soundcloud e Spotify nel 2013, facendosi notare in Lituania grazie al canale YouTube Lituania HQ. Nel dicembre 2017 pubblica il singolo In My Mind, che è un mix dell'omonimo brano del 2012 di Ivan Gough, Feenixpawl e Georgi Kay e il singolo L'amour toujours di Gigi D'Agostino del 2000. Il singolo entra, poi, nella top 10 dei maggiori paesi d'Europa. Per motivi di copyright, il singolo è stato rimosso ed è stato ripubblicato a giugno 2018 con l'aggiunta nei crediti dello stesso Gigi D'Agostino. La nuova versione del singolo è stata ripubblicata dall'etichetta B1 Recordings. Nel luglio 2018, la canzone ha raggiunto la posizione numero uno delle classifiche musicali tedesche. È stata anche al primo posto in Repubblica Ceca, Finlandia, Ungheria, Slovacchia, Svezia, Svizzera, Lettonia e Norvegia e nella top 5 in Belgio, Irlanda, Paesi Bassi, Regno Unito, Romania, Polonia ed Ucraina. Il singolo Obsessed prodotto con la cantante Ina Wroldsen si piazzó alla posizione 13 della top chart norvegese.

## Discografia

### Singoli
- 2017 – Love Me
- 2017 – Dreaming
- 2017 – Tau taip atrodo (con gli 8 Kambarys)
- 2017 – In My Mind (con Gigi D'Agostino)
- 2018 – Hangover
- 2019 – Rockstar (con Ilkay Sencan)
- 2019 – On & On (con Alok)
- 2019 – Obsessed (feat. Ina Wroldsen)
- 2020 – Zver
- 2020 – Me Provocas (con Fumaratto)
- 2020 - Elektro (con Outwork e Mr. Gee)
- 2021 - “Monsters” (con 24kGoldn)
- 2021 - "Swimming In Your Eyes"
- 2022 - "Wildfire"
- 2022 - "Why Why Why" (con HVME e Gaudini)
- 2022 - "Live And Die" (con Sophie Simmons)
- 2023 - "Thousand Lullabies"
- 2023 - "Déjà Vu" (con TRFN e Zhiko)
- 2024 - "Layla" (con Arash)

### Remixes
- 2013: Lew Basso – Stars
- 2014: Mirami feat. Danzel – Upside Down (Dynoro & Lew Basso Remix)
- 2017: Dwin – Bye Bye Boy
- 2017: 8 Kambarys featuring Sil – Einu Iš Proto
- 2017: Jovani – Miami Dream
- 2017: Антоха MC & BMB – Это лето